# Lei de Reabilitação de 1973
A Lei de Reabilitação (Rehabilitation Act of 1973) é uma lei federal, codificada como 29 U.S.C. § 701, passada pelo Congresso dos Estados Unidos em 1973. O ato foi proposto pelo congressista John Brademas. Esta legislação substituía a antiga Lei de Reabilitação Vocacional, para expandir e revisar os direitos, não só dos trabalhadores e prestadores de serviço, mas também da população em geral.
O Ato de Reabilitação proíbe a discriminação baseada em deficiência, física ou mental, por parte de agências, programas de assistência financeira e outros prestadores de serviço, a nível federal.
O presidente Richard Nixon ratificou a lei em 26 de setembro de 1973.